# نیژنی چیریورت
نیژنی چیریورت (به لاتین: Nizhny Chiryurt) یک منطقهٔ مسکونی در روسیه است که در داغستان واقع شده‌است.